# Пер Улув Енквист
Пер Улув Енквист (на шведски: Per Olov Enquist) е шведски писател, драматург, сценарист и журналист.

## Биография
Роден е на 23 септември 1934 г. в Йогбьоле. Завършва история на литературата в Упсала, работи за пресата и телевизията почти до края на 1970-те години.
На български е познат с романа „Посещението на придворния лекар“ (1999), направил го прочут по цял свят. Сред най-известните му произведения са „Петата зима на магнетиста“ (1964), „Паднал ангел“ (1987), „Библиотеката на капитан Немо“ (1991). Пиесата му „Нощта на трибадите“ (1975) е многократно поставяна и в България.